# Ippo (manga)
Pour les articles homonymes, voir Ippo.
Ippo (はじめの一歩, Hajime no Ippo, littéralement « Le premier pas » ; nom complet Hajime no Ippo: THE FIGHTING) est un manga japonais écrit et dessiné par George Morikawa. L'histoire raconte les débuts et l'ascension d'un lycéen, Ippo Makunouchi, dans le monde de la boxe professionnelle. Le manga est publié depuis octobre 1989 dans le magazine Weekly Shōnen Magazine. Le premier volume relié a été publié en février 1990 par Kōdansha au Japon. La version française est éditée par Kurokawa.
Une adaptation en anime de 76 épisodes a été réalisée par Madhouse et diffusée sur Nippon Television entre octobre 2000 et mars 2002. Un film d'animation, Champion Road (チャンピオンロード, Chanpion rōdo), et un OAV, Mashiba vs. Kimura (間柴vs木村) ont également été réalisés en 2003, s’inscrivant dans la continuité de l’adaptation. Une deuxième saison de 26 épisodes nommée Hajime no Ippo: New Challenger a ensuite été diffusée entre janvier 2009 et juin 2009. Une troisième saison de 25 épisodes nommée Hajime no Ippo: Rising est diffusée entre octobre 2013 et mars 2014. L'anime a été partiellement édité en France par Rouge Citron Production sous le nom Hajime no Ippo: Ippo le Challenger. Après la disparition de la société, les droits ont été récupérés par Déclic Images, également disparu en 2012. Seuls les 25 premiers épisodes ont eu droit à un doublage français, jusqu'en 2025, où la plate-forme ADN, après avoir proposé l'ensemble des séries en version originale sous-titrée, a produit un nouveau doublage couvrant l'ensemble des séries animées.
En 1991, Hajime no Ippo a remporté le 15e prix du manga Kōdansha dans la catégorie shōnen. En décembre 2021, le tirage du manga s'élève à plus de 100 millions d'exemplaires, ce qui classe l'œuvre parmi les séries de mangas les plus vendues.

## Synopsis
Ippo Makunouchi est un jeune et timide lycéen de 16 ans qui n’a pas d’amis car il consacre tout son temps libre à aider sa mère, qui l'élève seule, dans l’entreprise familiale de location de bateaux de pêche. Il est couramment victime de brutalités et d’humiliations par une bande de voyous menée par Umezawa, un de ses camarades de classe.
Un jour, un boxeur professionnel témoin de la scène, Mamoru Takamura, le sauve de ses bourreaux et emmène Ippo blessé au club de boxe Kamogawa, tenu par le boxeur retraité Genji Kamogawa, pour le soigner. Une fois Ippo réveillé, Takamura tente de lui remonter le moral en le persuadant de se défouler sur un sac de sable, expérience qui révèle chez lui une grande puissance de frappe et un talent inné pour la boxe. Se découvrant une passion pour ce sport et poussé par le désir de devenir fort, le jeune Ippo décide de devenir boxeur professionnel et commence son entraînement au sein du club vers les plus hauts niveaux.

## Personnages
- Ippo Makunouchi (幕之内 一歩, Makunouchi Ippo?)
- Ichiro Miyata (宮田 一郎, Miyata Ichiro?)
- Genji Kamogawa (鴨川 源二, Kamogawa Genji?)
- Mamoru Takamura (鷹村 守, Takamura Mamoru?)
- Masaru Aoki (青木 勝, Aoki Masaru?)
- Tatsuya Kimura (木村 達也, Kimura Tatsuya?)
- Manabu Itagaki (板垣 学, Itagaki Manabu?)
- Takeshi Sendo (千堂 武士, Sendou Takeshi?)
- Ryo Mashiba (間柴 了, Mashiba Ryou?)
- Kumi Mashiba (間柴 久美, Mashiba Kumi?)
- Ginpachi Nekota (猫田 銀八, Nekota Ginpachi?)
- Akira Shigeta (茂田 晃, Shigeta Akira?)
- Alexander Vorg Zangief (アレクサンダー・ヴォルグ・ザンギエフ?)
- Eiji Date (伊達 英二, Date Eiji?)
- Keigo Okita (沖田 佳吾, Okita Keigo?)
- Ricardo Martinez
- Bryan Hawk

## Manga

Logo japonais de la franchise.

Le manga est publié depuis le 11 octobre 1989 par Kōdansha dans le magazine Weekly Shōnen Magazine, et comprend 144 tankōbon volumes en août 2025 au Japon,.
La version française est éditée par Kurokawa et est divisée en saisons : la première saison de trente tomes nommée La Rage de vaincre est éditée entre le 13 septembre 2007 et le 14 janvier 2010, la deuxième saison de seize tomes nommée Destins de Boxeurs est éditée entre le 10 juin 2010 et le 8 septembre 2011, la troisième saison de vingt-et-un tomes nommée La Défense Suprême est éditée entre juin 2012 et février 2014, la quatrième de vingt-et-un tomes nommée La Loi du Ring est publiée entre octobre 2014 et juin 2016, la cinquième saison de vingt-et-un tomes nommée Dans l'ombre du champion est publiée entre avril 2017 et décembre 2018 et la sixième saison nommée The Fighting est publiée depuis octobre 2019.

### Arcs narratifs
| Partie 1 - Route vers la gloire | Partie 1 - Route vers la gloire | Partie 1 - Route vers la gloire | Partie 1 - Route vers la gloire |
| --- | --- | --- | --- |
| Saga Premiers Pas | Saga Tournoi classe A | Saga Chemin vers le titre national | Saga Nouveau challenger |
| 1. Arc Premiers pas (Chap. 01 à 13, tome 01 et 02) 2. Arc Début pro (Chap. 14 à 23, tomes 02 et 03) 3. Arc Premier tour du tournoi espoir (Chap. 24 à 51, tomes 03 à 06) 4. Arc Finale du tournoi espoir (Chap. 52 à 87, tomes 07 à 10) 5. Arc Rocky de Naniwa (Chap. 88 à 107, tomes 11 à 13) | 1. Arc Bataille des Champions Espoirs (Chap. 108 à 124, tomes 13 à 15) 2. Arc Jolt Counter (Chap. 125 à 131, tome 15) 3. Arc Speed Star (Chap. 132 à 146, tomes 15 à 17) 4. Arc White Fang (Chap. 147 à 169, tomes 17 à 20) 5. Arc Challenge pour le titre national (Chap. 170 à 195, tomes 20 à 22) | 1. Arc Retour (Chap. 196 à 214) (Tomes 22 à 24) 2. Arc Passé d'Aoki et Kimura (Chap. 215 à 222, tome 25) 3. Arc Camp d'entraînement à la montagne (Chap. 223 à 238, tomes 25 à 27) 4. Arc Lallapallooza (Chap. 239 à 269, tomes 27 à 30) | 1. Arc de l'exécution (Chap. 270 à 289, tomes 31 à 33) 2. Arc Chemin du champion (Chap. 290 à 314, tomes 33 à 35) 3. Arc Bloody Cross (Chap. 315 à 326, tomes 35 à 37) 4. Arc de la Revanche (Chap. 326 à 340, tomes 37 et 38) 5. Arc Preuve de puissance (Chap. 341 à 354, tomes 38 à 40) 6. Arc Battle of Hawk (Chap. 355 à 399, tomes 40 à 45) 7. Arc Post-Seconde Guerre mondiale (Chap. 400 à 414, tomes 45 et 46) |

| Partie 2 - Les plus hauts sommets de la boxe | Partie 2 - Les plus hauts sommets de la boxe | Partie 2 - Les plus hauts sommets de la boxe | Partie 2 - Les plus hauts sommets de la boxe |
| --- | --- | --- | --- |
| Saga Hauts sommets | Saga Loi du ring | Saga Match titre OPBF | Saga Route vers le titre mondial |
| 1. Arc Submarine Wars (Chap. 415 à 440, tomes 46 à 49) 2. Arc Comic Shaw (Chap. 441 à 460, tomes 49 à 51) 3. Arc Dragon Slayer (Chap. 461 à 504, tomes 51 à 55) 4. Arc Passing Point (Chap. 505 à 557, tomes 56 à 61) | 1. Arc Mauvaise herbe (Chap. 558 à 572, tomes 61 et 62) 2. Arc 6eme défense du titre (Chap. 573 à 592, tomes 63 et 64) 3. Arc Phantom Card (Chap. 593 à 624, tomes 64 à 67) 4. Arc Le dos d'un père (Chap. 625 à 656, tomes 67 à 70) 5. Arc Destin inéluctable (Chap. 657 à 672, tomes 70 à 72) 6. Arc du chaos (Chap. 673 à 699, tomes 72 à 74) | 1. Arc Seiken (Chap. 700 à 717, tomes 74 à 76) 2. Arc Scratch J (Chap. 718 à 741, tomes 76 à 78) 3. Arc Boxeur destiné (Chap. 742 à 757, tomes 78 à 80) 4. Arc Winner Takes All (Chap. 758 à 790, tomes 80 à 83) 5. Arc Foudre rouge (Chap. 791 à 849, tomes 83 à 89) 6. Arc Retour de la faucheuse (Chap. 850 à 855, tomes 89) 7. Arc In the Jungle (Chap. 856 à 897, tomes 89 à 93) | 1. Arc Chronos (Chap. 898 à 912, tomes 93 et 94) 2. Arc de la colère (Chap. 913 à 941, tomes 95 à 97) 3. Arc Speed Zone (Chap. 942 à 981, tomes 97 à 101) 4. Arc du loup brave (Chap. 982 à 1009, tomes 101 à 103) 5. Arc Go to the World (Chap. 1010 à 1072, tomes 104 à 109) 6. Arc Battle of the Beast (Chap. 1073 à 1121, tomes 109 à 113) 7. Arc Recherche des sommets (Chap. 1122 à 1173, tomes 113 à 118) 8. Arc Préparation du retour (Chap. 1174 à 1209, tomes 118 à 121) |

| Partie 3 - Acte final |
| --- |
| Saga de la retraite |
| 1. Arc Deuxième pas (Chap. 1210 à 1233, tomes 121 et 122) 2. Arc Taihei (Chap. 1234 à 1249, tomes 123 et 124) 3. Arc Vers une résolution (Chap. 1250 à 1269, tomes 124 à 126) 4. Arc Sendo au Mexique (Chap. 1270 à 1275, tome 126 et 127) 5. Arc du rôle du soutien (Chap. 1276 à 1291, tomes 127 et 128) 6. Arc Ippo au Mexique (Chap. 1292 à 1316, tomes 128 à 130) 7. Arc Keith Dragon (Chap. 1317 à 1349, tomes 130 à 133) 8. Arc la faucheuse vers le monde (Chap. 1350 à 1375, tomes 133 à 135) 9. Arc Alpha et Oméga (Chap. 1376 à 1412, tomes 135 à 138) 10. Arc Judgement Day (Chap. 1413 à …, tomes 138 à …) |

## Anime
Une adaptation en anime de 76 épisodes (couvrant les 30 premiers tomes du manga) a été réalisée par Madhouse et diffusée sur Nippon Television entre octobre 2000 et mars 2002. Une deuxième saison de 26 épisodes nommée Hajime no Ippo: New Challenger a ensuite été diffusée entre janvier 2009 et 30 juin 2009. Une troisième saison de 25 épisodes nommée Hajime no Ippo: Rising est diffusée entre octobre 2013 et mars 2014. L'anime a été partiellement édité en France par Rouge Citron Production sous le nom Hajime no Ippo: Ippo le Challenger. Après la disparition de la société, les droits ont été récupérés par Déclic Images,. Un film d'animation, Champion Road (チャンピオンロード, Chanpion rōdo), et un OAV, Mashiba vs. Kimura (間柴vs木村) ont également été réalisés en 2003, s’inscrivant dans la continuité scénaristique de l’adaptation.
La première saison compte 76 épisodes et a été diffusée du 3 octobre 2000 au 27 mars 2002. Cette saison correspond aux tomes 1 à 30 du manga. Un film nommé Hajime no Ippo: Champion Road (はじめの一歩 TVスペシャル -Champion Road-, Hajime no Ippo Terebi Supesharu ~Chanpion Rōdo~) est sorti le 25 juin 2003. Il correspond aux tomes 33 à 35. Une OAV nommée Hajime no Ippo - Mashiba vs. Kimura est sortie le 5 septembre 2003 et correspond aux tomes 31 et 32.
La deuxième saison a été annoncée en septembre 2008. Elle compte 26 épisodes et a été diffusée du 6 janvier 2009 au 30 juin 2009,. Cette saison retrace l'histoire des tomes 36 à 46. Peu avant la diffusion du dernier épisode de cette saison, Rikiya Koyama a annoncé qu'une suite est prévue.
La troisième saison nommée Hajime no Ippo: Rising a finalement été annoncée juillet 2013. Celle-ci compte 25 épisodes et a été diffusée entre octobre 2013 et mars 2014. Cette saison retrace l'histoire des tomes 47 à 61.

### Équipe technique

#### Saison 1
- Directeur : Satoshi Nishimura
- Manga original : George Morikawa
- Character design : Koji Sugiura
- Directeur artistique : Hidetoshi Kaneko
- Directeurs de l'animation : Hiroshi Koujina, Masanori Shino
- Directeur du son : Masafumi Mima
- Musique : Tsuneo Imahori
- Studio d'animation : Madhouse

#### Saison 2
- Directeur : June Shishido
- Script : Kazuyuki Fudeyasu
- Manga original : George Morikawa
- Character design : Koji Sugiura
- Directeur de l'animation :  Koji Sugiura
- Directeur artistique : Hidetoshi Kaneko
- Directeur du son : Masafumi Mima, Toshihiko Nakajima
- Musique : Yoshihisa Hirano
- Effets sonores : Kenji Koyama
- Studio d'animation : Madhouse

#### Saison 3
- Directeur : June Shishido[28]
- Manga original : George Morikawa
- Script : Kazuyuki Fudeyasu
- Character design : Koji Sugiura

### Doublage
Le premier doublage français fut commandé par la société défunte Rouge Citron Productions, exclusivement pour une sortie DVD en 2006. Le doublage s'est fait au Studio Lincoln sous la direction de Christian Brousselle. Seuls les 26 premiers épisodes furent doublés. 
En 2025, ADN commande un nouveau doublage pour l'intégralité de l'anime. Ce nouveau doublage est réalisé par le studio VSI en Belgique, sous la direction d'Alexis Flamant.
| Personnages            | Voix japonaises                                                 | Voix françaises (1er doublage, 2006) | Voix françaises (2e doublage, 2025) |
| ---------------------- | --------------------------------------------------------------- | ------------------------------------ | ----------------------------------- |
| Ippo Makunouchi        | Kōhei Kiyasu (en)                                               | Alexandre Nguyen                     | Benjamin Thomas                     |
| Ichiro Miyata          | Tomokazu Seki                                                   | Sébastien Desjours                   | Maxime Donnay                       |
| Ryuchi Hayami          | Kōji Tsujitani                                                  |                                      | Quentin Minon                       |
| Ryo Mashiba            | Masahiko Tanaka (en)                                            | Sam Salhi                            | Marvin Schlick                      |
| Takeshi Sendo          | Masaya Onosaka (en)                                             |                                      | Pierre Le Bec                       |
| Tatsuya Kimura         | Keiji Fujiwara                                                  | Donald Reignoux                      | Matthieu Meunier                    |
| Mamoru Takamura        | Rikiya Koyama                                                   | Emmanuel Gradi                       | Nicolas Matthys                     |
| Masaru Aoki            | Wataru Takagi                                                   | Benjamin Pascal                      | Alexandre Crépet                    |
| Keigo Okita            | Hiroaki Hirata                                                  |                                      | Alexis Flamant                      |
| Takuma Saeki           | Kiyoyuki Yanada                                                 |                                      | Brieuc Lemaire                      |
| Alexander Volg Zangief | Toshiyuki Morikawa                                              |                                      | Damien Locqueneux                   |
| Eiji Date              | Masaki Aizawa                                                   |                                      | Benoît Grimmiaux                    |
| Akira Shigeta          | Hiroyuki Yoshino                                                |                                      |                                     |
| Kumi Mashiba           | Sanae Kobayashi Yuka Hirata (saison 2) Saori Hayashi (saison 3) |                                      | Sofia Abouatmane                    |
| Genji Kamogawa         | Kenji Utsumi Shōzō Iizuka (saison 3)                            | Frédéric Cerdal                      | Michel Hinderyckx                   |

### Génériques
Génériques de début
1. Under Star par Shocking Lemon (épisodes 1 - 25)
2. Inner Light par Shocking Lemon (épisodes 26 - 52)
3. Tumbling Dice par Tsuneo Imahori (épisodes 53 - 75) (Pas d'opening utilisé dans l'épisode 76)
4. Hekireki par Last Alliance (Saison 2, épisodes 1 - 26)[30]
5. Yakan Hikou par Wasureranneyo (Saison 3, épisodes 1 - 25)

Génériques de fin
1. Yuuzora no Kamihikouki par Mori Naoya (épisodes 1 - 25)
2. 360° par toze Naoya (épisodes 26 - 52, 75)
3. Eternal Loop par Saber Tiger (épisodes 53 - 74,76)
4. 8 AM by Coldrain (Saison 2, épisodes 1 - 26)[30]
5. Buchikome!! par Shikuramen (Saison 3, épisodes 1 - 25)

## Accueil
Le manga a remporté la 15e édition du prestigieux prix du manga Kōdansha dans la catégorie shōnen en 1991. La série a également reçu un prix spécial lors du 43e prix du manga Kōdansha en 2019.
En décembre 2021, Hajime no Ippo avait plus de 100 millions d'exemplaires en circulation dans le monde.